# 天蝎座V1280
天蝎座V1280（V1280 Scorpii）也被称为2007年天蝎座新星（Nova Scorpii 2007）是一颗位于天蝎座的新星，位于球状星团M62的南面，由日本天文爱好者中村佑二和樱井幸夫各自在2007年2月4日独立发现，发现时亮度为9等。 2月17日到达最亮视星等3.9。